# Chroustov (Bohdalov)
Chroustov (deutsch Chraustow, auch Chroustow) ist ein Ortsteil von Bohdalov in Tschechien. Er liegt elf Kilometer östlich von Polná und gehört zum Okres Žďár nad Sázavou.

## Geographie
Chroustov befindet sich in den Arnolecké hory, einem Teil der Böhmisch-Mährischen Höhe. Das Dorf liegt am Nordhang der Havlina (Chraustowberg, 706 m) in der Quellmulde des Baches Chroustovský potok. Gegen Norden befinden sich die Teiche Vázebný rybník und Bohdalovský rybník. Nördlich erhebt sich die Křivá skála (679 m), im Osten die Hudcova skála (663 m) und Chroustovské skály (671 m), westlich die Arnolecké vrchy (697 m) und der Sádek (698 m). Der mährische Ort liegt nahe der historischen Landesgrenze zu Böhmen, die etwa zweieinhalb Kilometer nordwestlich verlief. Westlich entspringt die Balinka.
Nachbarorte sind Bohdalov und Pokojov im Nordosten, Starý Telečkov und Pavlov im Osten, Kyjov und Milíkov im Südosten, Černá und Jersín im Süden, Arnolec im Südwesten, Zhoř und Stáj im Westen sowie Janovice, Milov und Rudolec im Nordwesten.

## Geschichte
Chroustov war der Stammsitz des Adelsgeschlechtes Chroustenský von Malovar. Erstmals urkundlich erwähnt wurde der Ort 1353 als Sitz des Ježek Jan Chroustenský. Die Feste der Chroustenský befand sich in der Ortsmitte an der Stelle des Hauses Nr. 3. In den nachfolgenden zwei Jahrhunderten verzweigte sich das Geschlecht der Chroustenský und erweiterte seine Güter beträchtlich. 1557 gehörten den Chroustenský die Herrschaft Velké Meziříčí sowie die Güter Měřín, Cerna, Dědkov, Chlumek, Jersín, Deutsch Rudoletz, Kyjov und Bochdalau. Im Jahre 1558 bestand Chroustov aus 13 Bauernwirtschaften und fünf Kötnern, hinzu kamen zwei Auszügler. Chroustov war zunächst nach Bochdalau untertänig.
Zum Ende des 16. Jahrhunderts verlegte Jan Rafael Chroustenský seinen Sitz nach Cerna. Nach der Schlacht am Weißen Berg wurden dessen Güter konfisziert und 1623 an Rambold XIII. von Collalto verkauft. Die Grafen Collalto San Salvatore besaßen die Güter bis 1945. Seit 1670 ist ein Richter in Chraustow nachweisbar. 1840 lebten in den 35 Häusern des Dorfes 252 Menschen.
Nach der Ablösung der Patrimonialherrschaften bildete Chroustov ab 1850 einen Ortsteil der Gemeinde Bohdalov in der Bezirkshauptmannschaft Neustadtl. Am 10. Januar 1889 entstand die politische Gemeinde Chroustov. 1894 wurde die Schule errichtet. Im Jahre 1949 erfolgte die Zuordnung zum Okres Žďár nad Sázavou. 1961 wurde Chroustov wieder nach Bohdalov eingemeindet. 1991 hatte der Ort 216 Einwohner. Im Jahre 2001 bestand das Dorf aus 68 Häusern, in denen 206 Menschen lebten.

## Sehenswürdigkeiten
- Reste der Feste Bohdalov, auch Pelfrýd bzw. Belfríd (Berchfrit, Belfried) genannt, auf einer Halbinsel im Teich Bohdalovský rybník, nordöstlich des Ortes. Sie wurde in der 2. Hälfte des 14. Jahrhunderts für Smil von Ronow errichtet
- Kapelle des hl. Kyrill und Method, erbaut 1885
- Naturreservat Baba – V Bukách, östlich des Dorfes